# Patricias Argentinas

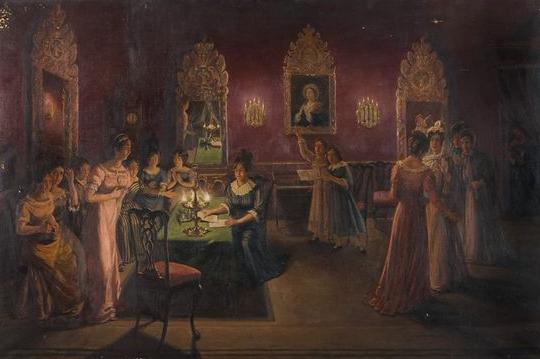
Damas Patricias constituidas en sociedad patriótica en casa de Escalada, para iniciar una subscripción entre ellas destinada a la compra de fusiles, 1812, pintura de José Gerompini (1854–1922) en el Museo Histórico Nacional.

La denominación Patricias Argentinas es un homenaje que en la Argentina se le hizo a las primeras catorce damas de la sociedad porteña que el 30 de mayo de 1812 se suscribieron para donar cada una el dinero necesario para comprar un fusil, ya que el incipiente estado se encontraba en una mala situación económica y no podía costear las armas necesarias para mantener al Ejército Libertador. Esta denominación se extendió con el tiempo a otras damas criollas que colaboraron, ya fuese con sus bienes o con sus acciones, a la progresiva Independencia Argentina.
Cada uno de los fusiles adquiridos por las patricias llevaba el nombre de la donante para que en el momento del triunfo pudiesen exclamar: "Yo armé el brazo de este valiente para asegurar su gloria y nuestra libertad".

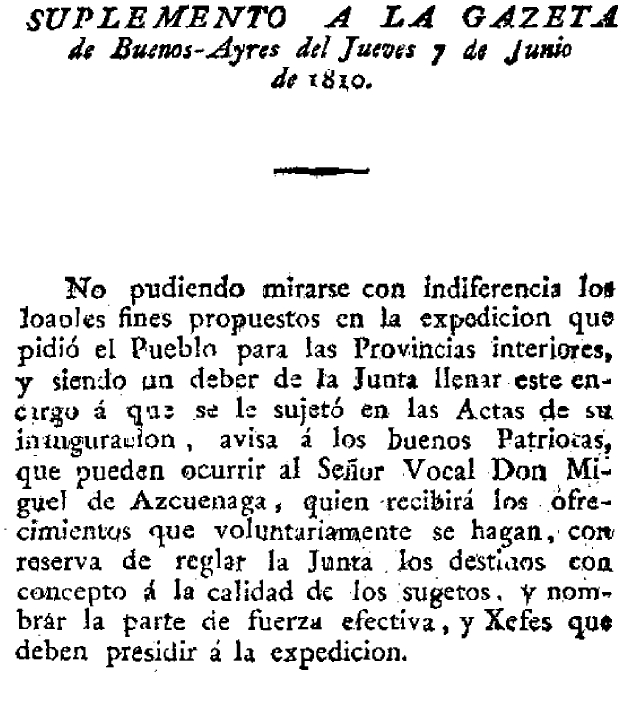
Resolución del 7 de junio de 1810.

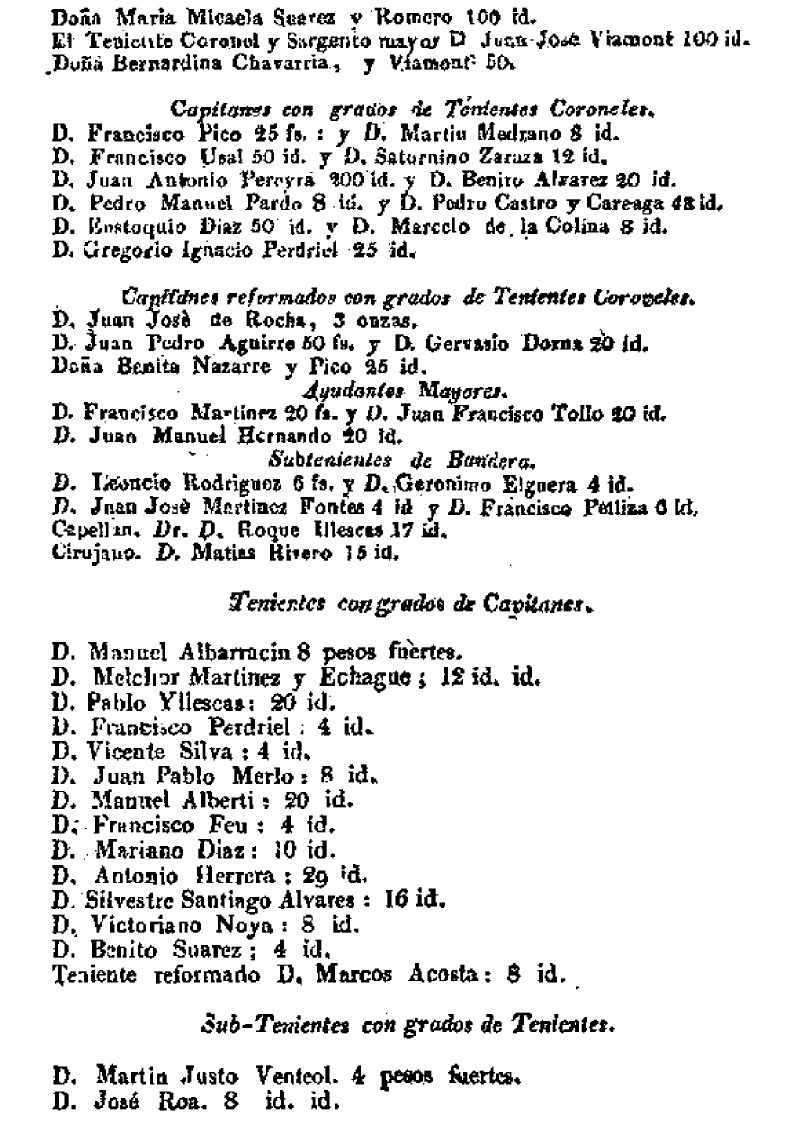
Lista de suscriptores.

Las damas que se suscribieron fueron: Tomasa de la Quintana, María de los Remedios de Escalada, María de las Nieves de Escalada, María Eugenia de Escalada de Demaría, María de la Quintana, María Sánchez de Thompson, Carmen de la Quintanilla de Alvear, Ramona Esquivel y Aldao, Petrona Bernardina Cordero, Rufina de Orma, Isabel Calvimontes de Agrelo, Magdalena de Castro de Herrero, Ana García de Zúñiga y María de la Encarnación Andonaégui de Valdepares.
Fue muy importante su contribución económica al sostenimiento de la Expedición Libertadora. En efecto, el cabildo abierto del 25 de mayo de 1810 había ordenado a la Junta Gubernativa disponer el envío de una expedición a las ciudades del interior con el objetivo formal de asegurar la libertad en la elección de diputados que las representarían en el gobierno. Era preciso evitar con rapidez la formación y consolidación de núcleos contrarrevolucionarios y demostrar a los partidarios en el interior del movimiento emancipador que serían sostenidos con decisión y preservados en sus vidas y hacienda por el nuevo gobierno. El primer objetivo de la Expedición Auxiliadora sería la Provincia de Córdoba, donde se organizaba la resistencia alrededor del héroe de la reconquista Santiago de Liniers. El Cabildo del 25 de mayo había asignado recursos para organizar el nuevo ejército: los sueldos del Virrey Baltasar Hidalgo de Cisneros y de otros altos empleados de su administración. No obstante sea por resultar insuficientes o como medio para movilizar y comprometer a los vecinos con la causa se inició una suscripción pública. El 7 de junio la Gazeta de Buenos Aires publicó una resolución en los siguientes términos: "No pudiendo mirarse con indiferencia los loables fines propuestos en la expedición que pidió e pueblo para las provincias interiores, y siendo un deber de la Junta llenar este encargo a que se le sujetó en las actas de su inauguración, avisa a los buenos patriotas que pueden concurrir al señor Vocal don Miguel de Azcuénaga, quien recibirá los ofrecimientos que voluntariamente se hagan, con reserva de reglar la Junta los destinos, con concepto a la calidad de los sujetos y nombrar la parte de fuerza efectiva y jefes que deben presidir la expedición". Con esos donativos y los que se hicieron en varias provincias, un mes después la Junta pasaba revista en Monte Castro a más de mil hombres.
No solamente las mencionadas mujeres dieron su ayuda a la causa libertadora. Muchas otras colaboraron ya sea realizando labores de costura, cosiendo uniformes y banderas; cediendo a sus hijos para que se unieran al ejército, y algunas hasta ofrendaron sus vidas en las acciones libertadoras. La salteña Martina Silva de Gurruchaga, por ejemplo, que tenía una finca en Cerrillos, preparó y equipó pagando ella los costos a toda una división perteneciente al ejército de Manuel Belgrano en la víspera de la batalla de Salta.
Otras que ayudaron al gobierno durante las campañas en el norte fueron: Macacha Güemes (hermana de Martín Miguel de Güemes), que hizo la función de espía; Loreto Sánchez de Peón Frías, que llevaba mensajes secretos de Salta a Jujuy, Juana Azurduy, que luchó aún después de la muerte de su marido e hijos,  Ana María Sánchez de Loria; que donó fuertes sumas al ejército de San Martín, o María Juliana Pastoriza Jofré de Martínez Cruz, cuya ayuda agradeció el Cabildo, y que luego será la suegra de Domingo Sarmiento.
Muchas de las patricias debieron esperar durante años el regreso de sus hijos o maridos. Otras, como las mendocinas reunidas en la casa de Manuel Olazábal, a pedido del General José de San Martín, en la Navidad de 1816, colaboraron con sus joyas y otros valores y bordaron la enseña patria que llevaban los regimientos así como sus uniformes. Tal el caso de la refugiada chilena Dolores Prats de Huisi, Pepa de Olazábal; Mercedes Álvarez Morón de Segura, Laureana Ferrari de Olazábal, Mercedes Zapiola y Margarita Corvalán. En San Juan lo hicieron Teresa Funes de Lloveras, Bernarda Bustamante de Cano, Jacinta de Rojo y las hermanas de la Roza que colaboraron con sus alhajas, y las mujeres con pocos recursos confeccionaron 265 camisas para las tropas. En Corrientes la Patricia Juana Maria Dolores Vedoya Lagraña donó sus joyas y aportó la suma de 25 pesos fuertes para contribuir a los gastos de la Expedición de Belgrano al Paraguay, fuerza militar que la Junta Provisional Gubernativa de las Provincias del Río de la Plata envió a la Provincia del Paraguay con el fin de someterla a su autoridad.
Y fue Francisca Bazán de Laguna quien cedió y refaccionó su casa para que allí se celebrara el Congreso de Tucumán.